# قره‌کات
قره‌کات (به قزاقی: Қарақат، قاراقات) یک منطقهٔ مسکونی در قزاقستان است که در شهرستان تورار ریسکولوف واقع شده‌است. قره‌کات ۱۶۱ نفر جمعیت دارد.